# 유엔치마에역 (사이타마현)
유원지앞역(일본어: 遊園地前駅, ゆうえんちまええき)은 일본 사이타마현 도코로자와시에 위치했던 세이부 철도 야마구치 선의 철도역이었다.
신교통 시스템으로 운행방식이 전환되기 전, 경편철도로 운행되었을 때 존재했던 역으로 지금의 세이부 유원지 역과는 다른 장소에 위치했다.

## 개요
이 역은 야마구치 선이 경편 철도로 운행했을 때 시작역이었다. 지금의 야마구치 선은 세이부 유원지 역에서 다마코 선과의 직접 환승이 가능하도록 되어 있으나, 당시에는 별도의 역이 존재했기 때문에 세이부 유원지 역까지 가려면 도보로 환승했어야 했다. 장소는 지금의 유원지서쪽역에서 남서쪽에 위치해 있었다.
이 역이 개업했을 당시에는 역명이 다마 호 호텔앞(多摩湖ホテル前)이었다. 다마 호 호텔은, 1928년에 개업한 무라야마 호텔을 2차대전이 끝나고 세이부 그룹이 유원지 개발을 목적으로 매입하여 개장한 호텔을 이야기하며, 지금의 유원지 정문 부근에 있었다.
그러나 호텔이 1961년에 폐업했기 때문에, 1963년에 세이부 유원지라고 역명을 변경했으나 1979년에 다마코 선의 다마 호역이 세이부 유원지라고 역명변경을 했기 때문에 역명을 다시 변경했다.
역 구조는 상대식 승강장 2면 2선으로, 역 건물은 중앙 광장에서 완만한 계단을 통해 승강장으로 들어 갈 수 있는 구조였다. 역에는 사는 홈의 첨단에 있어, 중앙 광장으로부터 완만한 계단을 오르고 홈에 들어가는 구조였다. 역에는 오토기 전철의 간판을 내걸었다.
또한 역 부근에는 야마구치 선을 운행했던 차량을 관리했던 검사소가 있었는데 구조는 단층 건물의 객차 차고와 기관차의 차고로 구성되어 있었다.
1984년 5월 14일에 야마구치 선의 노선 변경과 신교통 시스템으로의 전환 공사로 영업이 중단되었으며, 1985년 4월 25일에 신교통 시스템 방식 전환으로 폐역이 되었다.

## 역사
- 1950년 8월 1일 : 다마 호 호텔앞역(多摩湖ホテル前駅)으로 영업 개시.
- 1963년 7월 1일 : 호텔의 폐업으로 세이부 유원지역(西武遊園地駅)으로 역명 변경.
- 1979년 3월 25일 : 다마코 선의 다마 호역이 세이부 유원지로 역명이 변경됨에 따라 유원지앞역으로 역명 변경.
- 1984년 5월 14일 : 신교통 시스템으로의 공사를 위해 영업 중단.
- 1985년 4월 25일 : 신교통 시스템으로의 전환. 폐역.